# Departamento de Sangha
Sangha es un departamento de la República del Congo, situado en el norte del país. Limita con los departamentos de Cuvette, Cuvette-Oeste y Likouala, y con Camerún, Gabón y la República Centroafricana.

## Geografía
Abarca una superficie de 12 266 km². En 2007 tenía una población de 85 738 habitantes.
La capital es Ouésso.
El departamento tiene los siguientes límites:
| Noroeste: Región del Sur, Camerún           | Norte: Región del Este, Camerún    | Noreste: Prefectura económica de Sangha-Mbaéré, República Centroafricana |
| Oeste: Provincia de Woleu-Ntem, Gabón       |                                    | Este: Departamento de Likouala                                           |
| Suroeste: Provincia de Ogooué-Ivindo, Gabón | Sur: Departamento de Cuvette-Oeste | Sureste: Departamento de Cuvette                                         |

## División administrativa
Se divide en una comuna y cinco distritos:
- Comuna de Ouésso
- Mokéko
- Ngbala
- Pikounda
- Sembé
- Souanké